# Miranda (satellit)
För andra betydelser, se Miranda (olika betydelser).
Miranda eller X-4, är brittisk satellit som sköts upp den 9 mars 1974 från Vandenberg Air Force Base, med en Scout D-1-raket . Satellitens uppgift var att prova olika tekniska lösningar för framtida satelliter.
Den skulle ha skjutits upp med den brittiska Black Arrow-raketen, men raketen lades ner innan satellite kunde skjutas upp.